# Ciclisme als Jocs Olímpics d'estiu de 1904 - 1/4 de milla
La cursa 1⁄4 milla va ser una de les proves de ciclisme en pista que es van disputar als Jocs Olímpics de Saint Louis de 1904. És l'única vegada que s'ha disputat aquesta prova en uns Jocs Olímpics. La prova es va disputar el 3 d'agost de 1904, prenent-hi part 11 ciclistes, tots dels Estats Units.

## Medallistes
| Or            | Plata          | Bronze           |
| Marcus Hurley | Burton Downing | Teddy Billington |

## Resultats

### Sèries
Els dos primers classificats de cada sèrie passa a les semifinals.
| Posició | Ciclista         | Temps      |
| ------- | ---------------- | ---------- |
| 1.      | Teddy Billington | 36,0"      |
| 2.      | Frank Bizzoni    | desconegut |

| Posició | Ciclista       | Temps      |
| ------- | -------------- | ---------- |
| 1.      | Marcus Hurley  | 35,6"      |
| 2.      | Frank Montaldi | desconegut |
| 3.      | Oscar Schwab   | desconegut |

| Posició | Ciclista          | Temps      |
| ------- | ----------------- | ---------- |
| 1.      | Oscar Goerke      | 34,8"      |
| 2.      | Arthur F. Andrews | desconegut |
| 3.      | Fred Grinham      | desconegut |

| Posició | Ciclista           | Temps      |
| ------- | ------------------ | ---------- |
| 1.      | Burton Downing     | 35,2"      |
| 2.      | Henry Wittman      | desconegut |
| 3.      | Anthony Williamson | desconegut |

### Semifinals
Els dos primers classificats de cada semifinal passen a la final.
| Posició | Ciclista         | Temps      |
| ------- | ---------------- | ---------- |
| 1.      | Marcus Hurley    | 34,8"      |
| 2.      | Teddy Billington | desconegut |
| 3-4     | Frank Bizzoni    | desconegut |
| 3-4     | Frank Montaldi   | desconegut |

| Posició | Ciclista          | Temps      |
| ------- | ----------------- | ---------- |
| 1.      | Oscar Goerke      | 33,4"      |
| 2.      | Burton Downing    | desconegut |
| 3-4     | Arthur F. Andrews | desconegut |
| 3-4     | Henry Wittman     | desconegut |

### Final
| Posició | Ciclista         | Temps      |
| ------- | ---------------- | ---------- |
| Or      | Marcus Hurley    | 31,8"      |
| Plata   | Burton Downing   | desconegut |
| Bronze  | Teddy Billington | desconegut |
| 4.      | Oscar Goerke     | desconegut |